# Markie Post
Marjorie Armstrong Post (Palo Alto, California, 4 de noviembre de 1950-Los Ángeles, California, 7 de agosto de 2021), llamada Markie Post, fue una actriz estadounidenese más conocida por su papel de la abogada defensora Christine Sullivan en la sitcom de NBC Night Court (1985-1992), y como la contratista Terri Michaels en la serie de ABC Profesión peligro (1982-1985). Desde 2014 hasta 2017, interpretó a Bunny Fletcher (madre de la detective Erin Lindsay) en Chicago P.D.

## Vida personal
Markie Post era hija del científico Richard F. Post, conocido por sus patentes en los campos de la fusión nuclear, aceleradores de partículas, electrónica y energía mecánica. Creció en Wallnut Creek, California, y estudió en Las Lomas High School, donde fue animadora. Posteriormente obtuvo su Bachelor of Arts en el Lewis & Clark College de Portland, Oregón.
Post estaba casada con el actor y escritor Michael A. Ross, su segundo matrimonio, y tuvo dos hijas. Durante cierto tiempo convivió con Mark Dawson, hijo del presentador Richard Dawson (Family Feud) y mánager de la banda femenina The Iron Maidens, cuando él tenía 17 años de edad y ella 27.
La actriz murió en su hogar en Los Angeles, tras una batalla de casi cuatro años contra el cáncer. Tenía 70 años.

## Carrera
Antes de actuar Post trabajó en varios concursos de televisión. Empezó formando parte del concurso Split Second de Tom Kennedy, y como productora asociada del Double Dare de Alex Trebek. También fue azafata del concurso Card Sharks de Jim Perry para NBC. También trabajó en muchos otros concursos como famosa invitada, donde se desempeñó con bastante suficiencia; siendo notable su participación en los concursos Pyramid y Password.
Sus comienzos como actriz incluyeron dos capítulos de la serie El Equipo A (con dos personajes diferentes); en 1983 en el capítulo "The Only Church In Town" y en 1984 en el capítulo "Hot Styles". También apareció en dos episodios de la serie de ciencia ficción Buck Rogers, en un episodio de la serie El gran héroe americano o uno de Cheers, entre otras muchas apariciones. Su primer trabajo como actriz regular fue en la serie de ABC Profesión Peligro durante tres temporadas. Tras esa serie llegó, en 1985, su gran papel como la abogada Christine Sullivan en la sitcom de NBC Night Court. Aunque su primera aparición en la serie sería en el segundo capítulo de la segunda temporada, su personaje no retornaría, para quedarse, hasta el principio de la tercera temporada y así hasta el final de la serie. A partir de 1992 trabajó junto a John Ritter en la serie Hearts Afire. En los últimos años Post ha trabajado como estrella invitada en diversas series como The District, Scrubs (donde ha interpretado a Lily Reid, la madre de Elliot Reid) o Ghost Whisperer.
Su carrera cinematográfica es menos abundante. Incluye su trabajo en There's Something About Mary, donde interpreta a Sheila Jensen, la madre del personaje de Cameron Diaz. Interpretó a una dominatrix en el telefilm de 1988 Tricks of the Trade, junto a Cindy Williams, y a una cantante en Glitz junto a Jimmy Smits, basada en una novela de Elmore Leonard.

## Cultura popular
La actriz fue mencionada en 2006 en un capítulo de American Dad, cuando el protagonista, Stan Smith, quiere buscar en Google a ver si ya ha muerto. También se la menciona en la primera temporada de Will y Grace, cuando Will le dice a Grace: «Eres como Markie Post en todas y cada una de las películas emitidas en Lifetime». Otra mención aparece en la tercera temporada de la serie de animación para adultos Los hermanos Venture, cuando el personaje de "El Monarca" reconoce que «abusa [a sí mismo] de Markie Post» porque Night Court es «lo más grande que ha visto».
En noviembre de 2008, se interpretó a sí misma en el capítulo "Una reunión de amigos de Juzgado de guardia" de la serie 30 Rock, junto a sus antiguos compañeros de Night Court Harry Anderson y Charles Robinson.